# Axelay
Axelay — компьютерная игра в жанре скролл-шутера, разработанная компанией Konami эксклюзивно для игровой консоли Super NES. Игра была выпущена в сентябре 1992 года в Японии и США и в сентябре 1993 года в Европе. Впоследствии она была переиздана на сервисе Virtual Console игровой консоли Wii в 2007 году.
Игра представляет собой скролл-шутер с научно-фантастическим оформлением, напоминающий более ранние игры компании из серии Gradius. В разных уровнях игры используется вертикальная и горизонтальная прокрутка.
Программа игры была написана Хидэо Уэда (Hideo Ueda). Кадзухико Исида (Kazuhiko Ishida), указанный в титрах как «второй программист», впоследствии ушёл из Konami и участвовал в основании компании Treasure Co. Ltd. Саундтрек игры был в основном написан Таро Кудо (Taro Kudou).

## Игровой процесс
Игрок управляет космическим кораблём, ведущим сражения в космосе и над поверхностью планет. Игра имеет необычную систему вооружения. Перед каждым уровнем игрок выбирает три разных типа вооружения из числа доступных — основное, дополнительное и специальное (бомба или ракета). В процессе игры он может переключаться между ними в любой момент. По мере прохождения игры количество доступных для выбора видов вооружения увеличивается. Разные типы вооружения имеют бо́льшую эффективность для определённых уровней игры.
Игрок теряет попытку при любом попадании или столкновении, но прохождение уровня продолжается. Выбранное в этот момент оружие заменяется самым простым из доступных в игре.
Игра использует видеорежим режим 7, доступный на SNES, и эффект параллакса при прокрутке. В уровнях с вертикальной прокруткой эти возможности используются для создания эффекта псевдотрёхмерности — изображения объектов в верхней части экрана сжаты по вертикали и постепенно растягиваются до полного размера при приближении к нижней части экрана. Эти визуальные эффекты, необычная система вооружения и музыкальное сопровождение сделали игру одним из популярных скролл-шутеров для SNES.

## Сюжет
Сюжет игры развивается в вымышленной солнечной системе Иллис. В неё вторгаются силы империи пришельцев, известные как Армада Разрушения, и захватывают планеты системы, включая похожую на Землю планету Корлис («Мать» в японской версии). В качестве последней надежды в сражение против сил захватчиков отправляется боевой корабль D117B Axelay, который должен восстановить своё потерянное вооружение и остановить вторжение.
Действие уровней происходит на покрытой облаками планете Кумулюсес (Cumuluses), в космической колонии Тралиб (Tralieb), плотно населённой планете Урбанит (Urbanite), водной планете Каверн (Cavern) и на Планете Лавы (Lava Planet). При двукратном прохождении игры на максимальной сложности появляется сообщение, обещающее выход продолжения игры, которое не было выпущено.

## Музыка
Музыка в игре была написана Таро Кудо (Taro Kudou), указанному в титрах как «Taro». Ремикс музыки был выполнен M.C. Ada. Саундтрек был выпущен в виде одного компакт-диска с 22 треками 21 октября 1992 года на лейбле King Records. Композиция «Unkai» была включена в сборник Konami All Stars 1993, композиция «Colony» вошла в состав диска Perfect Selection Konami Shooting Battle II.
| Диск 1 (56:37) 1. «AXELAY» — 1:41 2. «Set Up» — 0:50 3. «Unkai» — 4:03 4. «SPIDERS» — 1:26 5. «Bravo!» — 0:19 6. «Colony» — 4:14 7. «Cosmic Dance!» — 3:04 8. «Mother» — 3:57 9. «What’s That!» — 1:48 10. «Silence» — 3:26 11. «BIO-TECH» — 1:33 12. «Burning» — 3:22 13. «Fire Shoot» — 1:35 14. «Cosmos» — 3:08 15. «Danger» — 4:12 16. «Finale Alert» — 1:47 17. «Toughness» — 1:20 18. «The Moment of Rest» — 1:39 19. «Return to Mother» — 2:13 20. «AXELAY, MIDI arrange version» — 1:42 21. «Unkai MIDI arrange version» — 4:19 22. «Colony, MIDI arrange version» — 4:59 |

## Оценки и наследие
Журнал Nintendo Power дал игре оценку 3,75 из 5, отметив графику, но указав на то, что необычная перспектива в уровнях с видом сверху требует привыкания Сайты IGN и GameSpot оценили переиздание игры на сервисе Virtual Console в 7,5 и 10 баллов.
В некоторых публикациях Axelay называется классикой жанра. Игра заняла 91 позицию списка 100 лучших игр, опубликованных в юбилейном 100 номере журнала EGM. На сайте ScrewAttack игра была названа шестой из лучших двухмерных игр жанра за всё время его существования Журнал Nintendo Power назвал игру 18 лучшей игрой для SNES.
Космический корабль Axelay появлялся в игре Airforce Delta Strike как один из открываемых в процессе прохождения игры самолётов.